# Deer Park, Ohio
Deer Park är en ort i Hamilton County i delstaten Ohio, USA.